# Ana Hernández
Ana Teocalli Hernández Gutiérrez (* 29. November 1989) ist eine mexikanische Handballspielerin, die im Hallenhandball ebenso wie in der Disziplin Beachhandball als Specialist mexikanische Nationalspielerin ist.

## Hallenhandball
Ana Hernández spielt für den Instituto Superior de Educación Normal de Colima (ISENCO) in Colima. Colima ist eine der Hochburgen Mexikos im Handball. Bei den nationalen Olympischen Spielen 2011 erreichte sie mit ihrer Mannschaft das Finale, 2022 das Finale um die nationale Meisterschaft ebenso wie im Jahr zuvor das Finale eines internationalen Turniers.
Mit der A-Nationalmannschaft nahm Hernández an den Nordamerika- und Karibikmeisterschaften 2021 teil, wo sie mit ihrer Mannschaft, zu der neben ihr auch ihre Beachhandball-Nationalmannschaftskolleginnen Adela Valenzuela, Itzel Vargas, Fernanda Rivera und Sayra Pereira gehörten, die Bronzemedaille gewann.

## Beachhandball
Ihre weitaus größeren Erfolge feierte Hernández bislang im Beachhandball. Hier nimmt Mexiko, abgesehen von einem ersten kurzen Gastspiel bei den Panamerika-Meisterschaften 2014 in Asunción, erst seit 2018 regelmäßig an internationalen Wettbewerben teil. Seit den Panamerika-Meisterschaften 2018 in Oceanside gehört Hernández zum Stamm der Mannschaft. In Kalifornien wurde sogleich das Halbfinale und am Ende der vierte Rang erreicht, damit auch die erstmalige Qualifikation für Weltmeisterschaften. Bei der WM in Kasan wie auch im Jahr darauf bei den das erste Mal ausgetragenen Nordamerika- und Karibikmeisterschaften 2019 in Chaguanas auf Trinidad und Tobago war Hernández nicht Teil des Aufgebots.
Nach einer längeren Spielpause durch die COVID-19-Pandemie lief der internationale Spielbetrieb für Mexiko erst wieder zu den Nor.Ca. Beach Handball Championships 2022 an. Dieses Mal erreichte Mexiko mit Hernández, die alle vier Turniere des Jahres für Mexiko bestritt, im Tor erneut das Finale gegen die USA, konnte dieses aber nun gewinnen und den Titel vor eigenem Publikum in Acapulco holen. Damit qualifizierte sich Mexiko nicht nur für die Weltmeisterschaften 2022 in Iraklio auf Kreta, sondern auch für die World Games 2022 in Birmingham und die erstmals ausgetragenen Beachgames Zentralamerikas und der Karibik 2022 in Santa Marta, Kolumbien. Bei der WM verlor Mexiko erneut alle seine drei Vorrundenspiele und konnte auch in der Trostrunde – dieses Mal gegen Australien – nur eines der Spiele gewinnen. Auch bei den Platzierungsspielen folgten zunächst Niederlagen gegen Thailand und Vietnam, womit Mexiko nur dank eines abschließenden erneuten Sieges über Australien den letzten Platz vermied. Nur etwa zwei Wochen später folgten schon die World Games. Mexiko verlor vier seiner fünf Gruppenspiele und auch im anschließenden Spiel um den fünften und damit vorletzten Rang wurde einzig wie bei der WM Australien geschlagen. Jahresabschluss wurde das Turnier bei den Central American and Caribbean Sea and Beach Games. Mexiko gewann hier die ersten vier seiner fünf Vorrundenspiele und verlor nur das letzte Spiel gegen Puerto Rico, nachdem der erste Platz nicht mehr zu nehmen war. Nach einem etwas wackeligen Sieg im Halbfinale über die Dominikanische Republik stand ein sicherer Sieg im Finale über die Gastgeberinnen aus Venezuela und damit der zweite Titelgewinn des Jahres. Während sie bei den früheren Turnieren zumeist im Schatten von Claudia Macías auf der Specialist-Position stand, konnte Hernández dieses Mal weitaus größere Spielanteile erreichen und hatte in etwa ebenso große Spielanteile wie Macías. Nach Edna Uresty und Itzel Vargas erzielte Hernández mit 45 Punkten die drittmeisten im mexikanischen Team, und damit zwei mehr als Macías. Zum ersten Mal erzielte sie überhaupt eine zweistellige Zahl an Punkten in einem Turnier.

## Erfolge
| World Games - 2022: 5. Weltmeisterschaften - 2022: 15. | Pan-Amerikanische Meisterschaften - 2018: 4. Nordamerika- und Karibikmeisterschaften - 2022: 1. Beachgames Zentralamerikas und der Karibik - 2022: 1. |

## Belege und Anmerkungen
1. ↑  Afmedios / Redacción: Llega Isenco a la final de handball. In: AFmedios .- Agencia de Noticias. Abgerufen am 12. Januar 2023 (spanisch).
2. ↑  https://diariodecolima.com/noticias/detalle/2022-12-03-colima-a-dos-finales-del-nacional-premier-de-handball-en-jalisco
3. ↑  Cesar Miguel Ponce Pérez: Subcampeonas en torneo de clubes. In: Deporte Colima. 20. Dezember 2021, abgerufen am 5. Januar 2023 (spanisch).
4. ↑  Candelario González: Quedó 2º Colima Femenil en Internacional de Clubes de Handball. In: MAG Deportes. 22. Dezember 2021, abgerufen am 5. Januar 2023 (spanisch).
5. ↑  https://www.teamusa.org/USA-Team-Handball/News/2021/September/03/2021-NACHC-Post-Tournament-Reactions-All-Star-Team-and-Top-Scorers
6. ↑  Edición del martes 6 de marzo de 2018 by El Comentario - Issuu. Abgerufen am 2. Dezember 2022 (englisch).
7. ↑  Candelario González: Se Presenta México en Mundial de Handball de Playa. In: MAG Deportes. 23. Juli 2018, abgerufen am 18. November 2022 (spanisch).
8. ↑  IHF | USA double-winners in the Caribbean. Abgerufen am 2. Dezember 2022.
9. ↑  Va Colima y México al mundial de handball de playa femenil, en Grecia. Abgerufen am 19. November 2022 (spanisch).
10. ↑  Mexikanische Delegation (Memento vom 18. November 2022 im Internet Archive)
11. ↑  Mexikanische Kader bei den Beachgames Zentralamerikas und der Karibik 2022
12. ↑  https://www.santamarta2022.com/deportista/atleta/465169#/ficha/465169
13. ↑  Llevan Colimenses a México a ganar oro en Juegos Centroamericanos y del Caribe. Abgerufen am 30. Dezember 2022.

| Personendaten    | Personendaten                                          |
| ---------------- | ------------------------------------------------------ |
| NAME             | Hernández, Ana                                         |
| ALTERNATIVNAMEN  | Hernández Gutiérrez, Ana Teocalli (vollständiger Name) |
| KURZBESCHREIBUNG | mexikanische Handballspielerin                         |
| GEBURTSDATUM     | 29. November 1989                                      |
| GEBURTSORT       | Manzanillo                                             |